# Généticine
La généticine (ou G418) est un antibiotique de la famille des aminoglycosides, de structure similaire à la gentamicine B1 et a le même mode d'action sur les ribosomes. Elle est synthétisée par la bactérie Micromonospora rhodorangea. Par rapport à d'autres antibiotiques de cette famille, la généticine à la propriété d'inhiber la synthèse des protéines non seulement sur les bactéries, mais aussi sur les cellules eucaryotes sur lesquelles elle a un effet cytotoxique. 
La résistance à la généticine est conférée par le gène neo du transposon Tn5 qui code une aminoside 3'-phosphotransférase, APT 3 " II. Elle est couramment utilisée en laboratoire pour sélectionner des cellules génétiquement modifiées, porteuses du gène de résistance. En général, pour les bactéries et les algues des concentrations de 5 µg/mL ou moins sont utilisés, pour les cellules de mammifères, les concentrations d'environ 400 µg mL−1 sont utilisés pour la sélection et 200 µg mL−1 pour l'entretien. Cependant, la concentration optimale pour la sélection de clones résistants dans les cellules de mammifères dépend de la lignée cellulaire utilisée, ainsi que du plasmide portant le gène de résistance. Une titration de l'antibiotique doit être faite pour trouver la meilleure condition pour chaque système expérimental.
La forme de la généticine utilisée de manière classique est son disulfate.